# Srpenica
Srpenica este o localitate din comuna Bovec, Slovenia, cu o populație de 185 de locuitori.